# Alfred Hazledine
Alfred Hazledine (Mold, Wales, 4 september 1874 - Ukkel, 1957) was een Belgisch kunstschilder en graficus.

## Levensloop
Geboren in Mold, Wales, Hazledine was leerling van Ernest Blanc-Garin in Brussel en van Adrien-Joseph Heymans. Hij zou een dochter van Adrien-Joseph Heymans huwen. Hij woonde en werkte zeer lange tijd in Wechelderzande, waar een ware kunstenaarskolonie was.
Hij schilderde voornamelijk landschappen in impressionistische stijl. In Brussel woonde hij eerst in de Groenstraat 224 (ca. 1907) en later in de Saturnusdreef 29 in Ukkel.
Hazledine was lid van de groep Vie et Lumière die impressionisten en luministen bijeenbracht voor exposities en was ook lid van L'Estampe en van het Nationaal Verbond van Kunstschilders en Beeldhouwers van België.

## Etsen
Enkele titels van etsen van Hazledine zijn : "Ebbe op de Theems", "Een hoekje op de rivier", "Inscheepplaats", "Brug over de Theems", "Studie", "Populieren", "Op de kade", "Lambeth Bridge". Al die etsen werden op 30 exemplaren afgedrukt.

## Tentoonstellingen
- 1907, Brussel, Salon : Het Sint-Katharinamarktplein
- 1909, Brussel, Salle Boute (in groep)
- 1910, Brussel, 4de Salon van de groep "L'Estampe" (8 etsen)
- 1914, Brussel, Galerie Georges Giroux (in groep)
- 1921, Brussel, Salle Aeolian
- 1922, Brussel, Galerie Royale (in groep)
- 1955, Brussel, Galerie Rubens

## Musea en verzamelingen
- Brussel, Museum van Elsene
- Verzameling van de Belgische Staat